# Pañcharatra
En el marco de la literatura hinduista, los Pañcaratra o Pañcaratra (literalmente, ‘cinco noches’, en sánscrito) son textos devocionales dedicados a diversos dioses.
Según la doctrina vedanta, el Brahman hinduista existe en varios aspectos:
- su forma absoluta (param-brahman o parabrahman, el Brahman supremo),
- sus formas vyuha (forma), como la Trimurti de los dioses Brahmá, Visnú y Shiva),
- sus avataras (encarnaciones) y
- sus murti (ídolos o imágenes divinas).

## Temas generales
Entre los temas que abordan los Pañcharatra se encuentran:
- construcción de templos,
- reglas sobre la instalación y consagración de las deidades en los templos,
- métodos para realizar puya (adoración a los ídolos) en los templos,
- filosofía,
- ocultismo,
- mantra-sastra (textos sagrados sobre oraciones),
- iantra-sastra (textos sobre figuras mágicas para meditación),
- yoga y bhakti,
- observancias rituales domésticas
  - samskara (sacramentos).
- ahnika
- castas (varnasrama-dharma) y
- festivales anuales.

La fuente más antigua de información sobre los pañcharatras es la sección «Naradíia» (del sabio volador Nárada Muni) del Shanti Parva (capítulo de la paz) del texto épico-mitológico Maha Bharata (siglo III a. C.).

## Divisiones de los textos agama
Los Pañcharatra-agamas son los textos en que se basa cada distinta doctrina hinduista para diferenciarse de las demás. Aunque popularmente se cree que derivan su autoridad de los Vedas, las doctrinas que apoyan no son coherentes con el vedismo.
Por esa razón, los seguidores de cada distinto agama lo consideran autoritativo. Las divisiones principales del hinduismo son:
- shaktismo
- shivaísmo
- visnuismo y krisnaísmo

Cada una de estas religiones basan sus doctrinas y dogmas en su respectivo agama.
De esta manera, los textos Agama se dividen principalmente en:
- El Saiva-agama, que glorifica al dios Shiva como su único dios. Han generado una importante escuela, conocida como shaiva-siddhanta, que prevalece en los distritos de Tirunelveli y Madurai (en el sur de la India).
- El Shakta-agama (o Shakta-tantras) que glorifica a la diosa Shakti (la Madre del Universo) como su único dios.
- El Vaisnava-agama o Pañcharatra-agama, que glorifica al dios Visnú ―o principalmente al dios Krisná, a quien identifican con el Brahman supremo― como su único dios.
  - Pañcharatra-agama (principalmente el Nārada Pañcharatra y el Brahma-samhita).
  - Vaikhanasa-agama.

### Agamasvisnuistas
Los Vaisnava agamas son de cuatro tipos:
- Vaikhanasa
- Pañcha Ratra
- Pratishtha Sara
- Vijnana Lalita

Los Brahma, Saiva, Kaumara, Vasishtha, Kapila, Gautamiya y Naradiya son los siete grupos del Pañcharatras.
Visnú es el Dios supremo según el Pañcharatra-agama. Los krisnaístas consideran que entre todos los pañcharatras, el Pañcharatra-agama es el que tiene más autoridad. Ellos creen que el propio dios Visnú reveló estos agamas.

Hay 215 pañcharatras visnuistas o krisnaístas, los más famosos son:
- Ahirbudhnya-samhita
- Brihad-brahma-samhita
- Jñana amrita sara samhita
- Isvara-samhita
- Mahanirvana-tantra
- Narada-pañcharatra
- Parama-samhita
- Paushkara-samhita
- Sanatkumara-samhita
- Sattvata-samhita
- Spanda-pradipika

### Textos samhita relacionados con los agama
Algunos de los textos samhita relacionados con los textos agama son:
- Agastia-samhita
- Ajir-budnhia-samhita
- Aniruddha-samhita
- Bharad-vaya-samhita
- Bhargava-Tantra
- Brahma-samhita
- Brihat-brahma-samhita
- Citra-sikhandi-samhita
- Gautama-samhita
- Íshuara-samhita (cuyas reglas de adoración a Visnú se siguen en el templo Cheluva Narayana Swami, en Sri Melukote).
- Jaia-sirsa-samhita
- Kapínyala-samhita
- Laksmi-tantra
- Markandeia-samhita
- Maia-vaibhava-samhita
- Nalakubara-samhita
- Naradíia-samhita
- Padma-samhita (cuyas reglas de adoración a Visnú se siguen en el templo Sri Pundarika Aksha Swami en Tiruvellarai; y sus variantes se usan en varios otros templos).
- Pañcaprasna-samhita
- Parama-samhita
- Paramapurusa-samhita
- Paramesvara Vishnu-samhita (variante del Paushkara-samhita; sus reglas de adoración a Visnú se siguen en el fastuoso templo Sri Ranganatha Swami, en la ciudad de Sri Rangam).
- Parasara-samhita
- Pauskara-samhita
- Purushótama-samhita
- Sanat-kumara-samhita
- Sátuata-samhita
- Sri-prasna-samhita (cuyas reglas de adoración a Visnú se siguen en el templo Aravamudhan SarngaPani, en Tirukkudantai [en Kumbakonam]).
- Varaja-samhita
- Vasistha-samhita
- Vijaguendra-samhita
- Visnú-samhita
- Visnú-tantra
- Visnú-tattuá-samhita
- Vishua-samhita
- Visua-kshena-samhita
- Vishuámitra-samhita
- Vriddha-padma-samhita
- Yaiakhia-samhita (sus reglas de adoración a Visnú se siguen en el templo Varadá-Rash Suami, en Sri Kanchipuram).
- Yaia-uttara-samhita